# Vriesepoort
De Vriesepoort was een stadspoort in de Zuid-Hollandse stad Dordrecht aan het eind van de Vriesestraat.
De oudste vermelding stamt uit 1409, toen de poort "mynnebrugs poerte" werd genoemd. Later varianten luiden "mennenbrugpoert" (1446) en "Menne poorte" (1615). De brug waar deze naam naar verwijst, lag in de Vriesestraat over de binnengracht, die parallel aan de Vest liep. De naam van de brug is afgeleid van het "mennen van een wagen" en is een herinnering aan de agrarische oorsprong van Dordrecht. Een mennebrug of minnebrug is een brug waar boeren met hun wagens overheen kunnen rijden om de oogst binnen te halen. Vanwege de variant "minnebrugge" zien sommigen hierin een aanwijzing dat de brug is vernoemd naar het Minderbroedersklooster achter de Voorstraat, dat aan de Vriesestraat een uitgang met poortje had, maar Van Baarsel acht dit onwaarschijnlijk. In 1617 – toen de oorsprong van de naam niet meer duidelijk was en de minderbroeders allang waren vertrokken – werd de Vriesepoort wel een keer "minnebroers poorte" genoemd.
In 1604 werd een nieuwe poort gebouwd en kwam kort erna de naam Vriesepoort in zwang (oudste vermelding 1620). Deze nieuwe poort is in 1833 gesloopt.
Naast de poort stond eeuwenlang de middeleeuwse kruittoren, die eveneens in 1833 werd afgebroken. In 1839 werd naar ontwerp van stadsbouwmeester G.N. Itz een nieuw kruithuis gebouwd, dat op zijn beurt in 1871 werd gesloopt.
De voor de poort gelegen ophaalbrug over de Spuihaven werd in 1871 door een ijzeren draaibrug vervangen. Sinds 1965 ligt op deze plaats de Vriesebrug. De Vriesepoortshof uit 1888 ontleent zijn naam aan de poort.

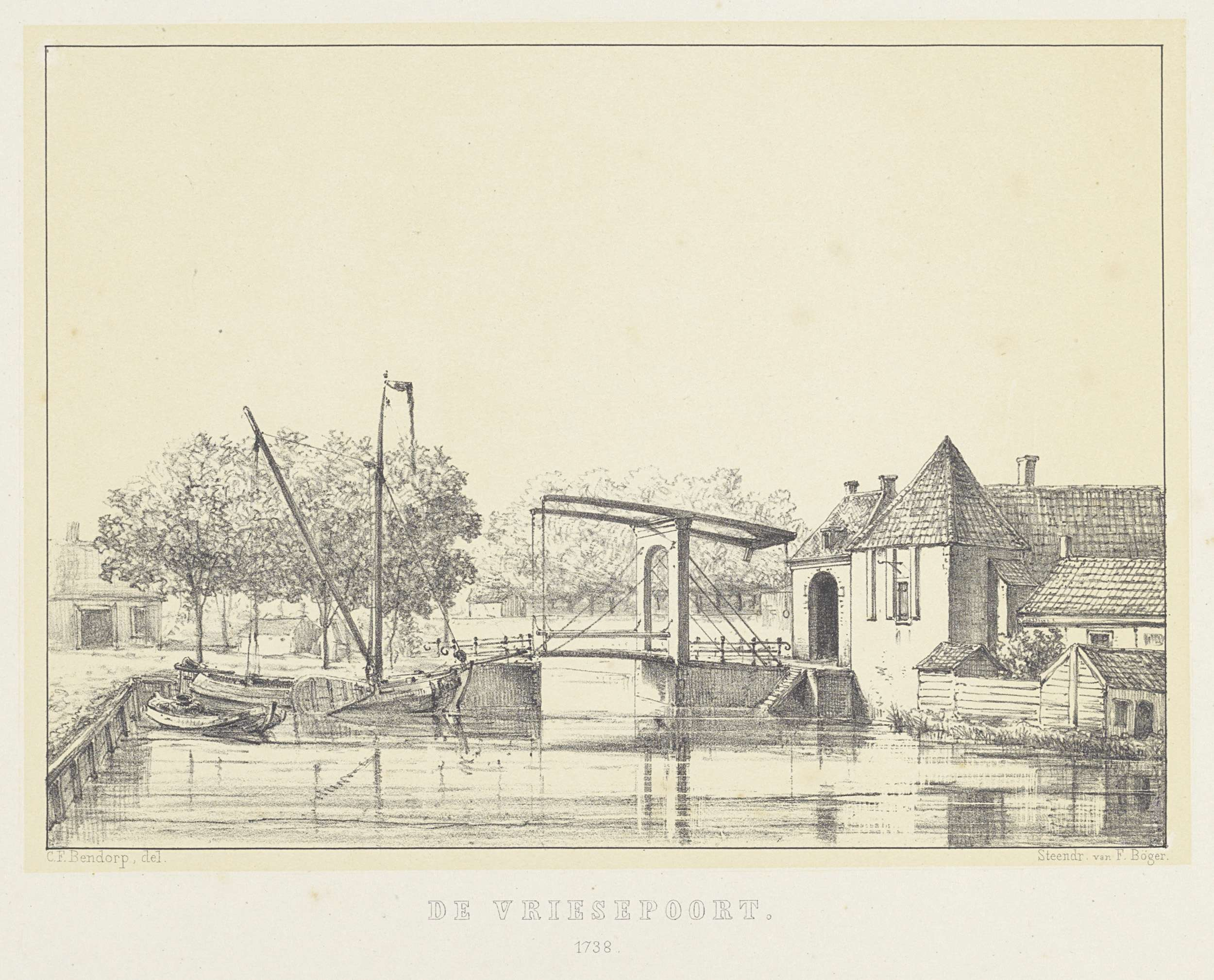
Carel Frederik Bendorp (naar een tekening uit 1738), Vriesepoort met kruittoren, toonlithografie, 1872, Rijksmuseum Amsterdam
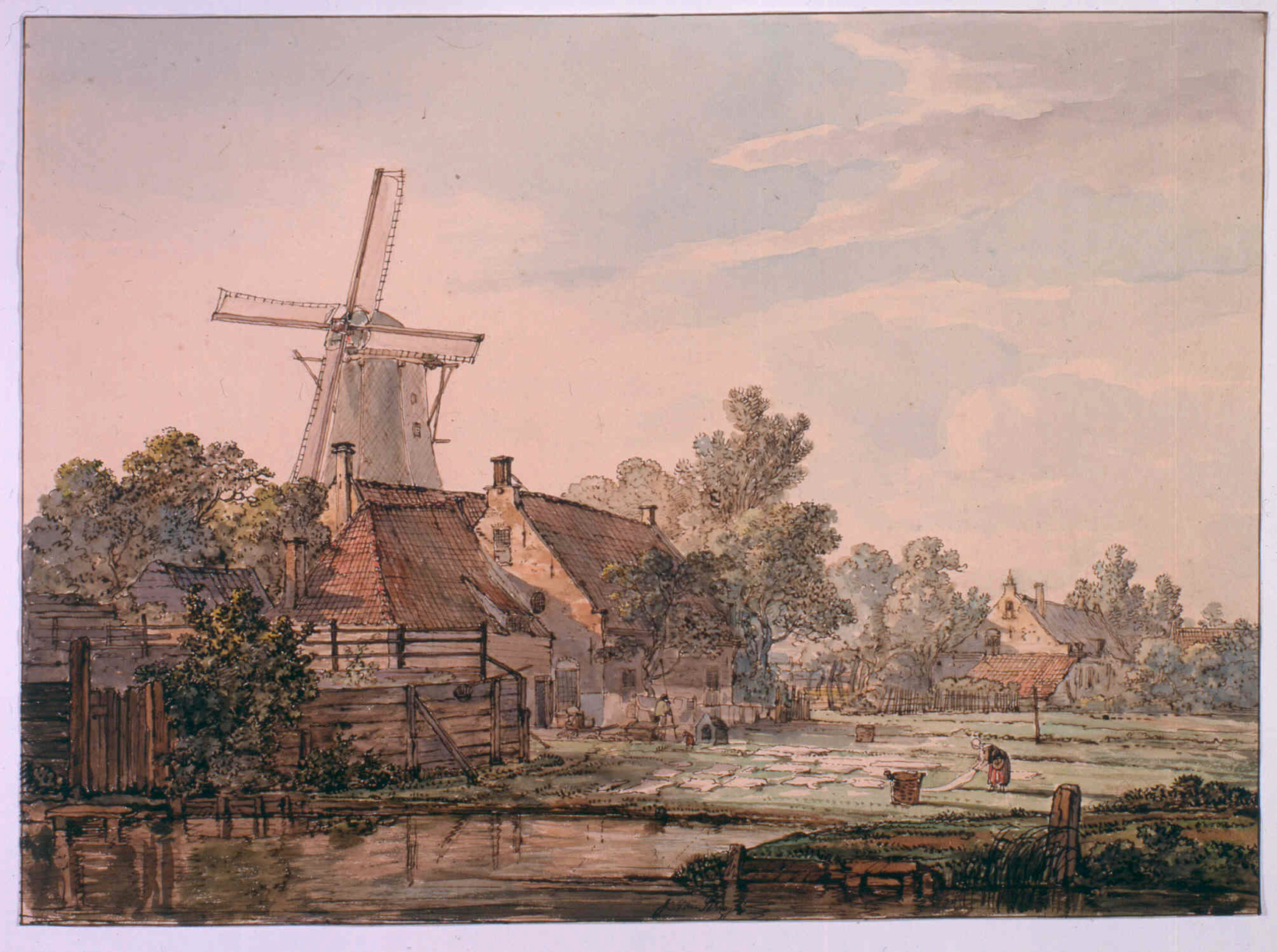
Jacob van Strij, Dordrecht buiten de Vriesepoort, begin 19e eeuw, aquarel, Universitaire Bibliotheken Leiden